# Игнатьев, Николай Александрович
Никола́й Алекса́ндрович Игна́тьев (28 марта 1903, с. Усть-Боровое, Соликамского уезда (ныне Соликамский район) Пермской губернии — 23 марта 1982, Пермь) — советский геолог, зав. кафедрами геохимии (1936–1938), петрографии (1938–1941),  декан геолого-географического факультета (1938–1941), (1946–1951), проректор по учебной работе (1951–1961) Пермского университета.

## Научная биография
В 1920 году поступил на химическое отделение физико-математического факультета Пермского университета. В 1923 году, в связи с закрытием факультета, перевёлся в Ленинградский политехнический институт, который закончил по специальности «геохимик-петрограф».
Ещё в годы учёбы в политехническом институте начал работать геологом. с 1926 по 1928 годы принимал участие в работе Карадагской и Гокчинской (озеро Севан) экспедиций Петрографического института АН СССР (научные руководители и участники — Ф. Ю. Левинсон-Лессинг, Д. С. Белянкин).
В 1928 году, работая научным сотрудником в музее геологического комитета, назначается начальником геологической Южно-Подмосковной партии.
С 1930 года переходит в геологоразведочный институт цветных металлов, где руководил Южно-Забайкальской поисково-разведочной партией по изучению месторождений Чупинского района.
В 1931—1933 годах преподаёт минералогию и петрографию в геолого-разведочном техникуме в Ленинграде.
В январе 1936 года приезжает в Пермь, возглавил только что созданную кафедру геохимии геологического факультета Пермского университета; одновременно работал заместителем декана факультета. Кафедра возникла как выпускающая по специальности геохимия.
Из книги «Проректор ПГУ (1951—1961) Николай Александрович Игнатьев»

Кафедры геохимии практически не было, и Николай Александрович в течение 1934—1935 годов создавал её заново: открылись небольшой музей, техническая лаборатория, кафедральная библиотека и кабинет для дипломников. За организацию кафедры биохимии (1936 г.) он был награждён грамотой Свердловского облисполкома.

В 1937 году Николай Александрович активно участвовал и подготовке и проведении Пермской экскурсии XVII Международного геологического конгресса, посвященной Пермской геологической системе; был членом университетской и городской комиссий по подготовке конгресса. Материалы его полевых исследований в Карелии были использованы в путеводителе Северной экскурсии конгресса.
В 1938 году Е. А. Игнатьеву присвоена ученая степень кандидата геолого-минералогических наук и звание доцента.
В 1938—1941 году заведовал кафедрой петрографии.
В 1938 году возглавил геолого-разведочную партию, исследовавшую медные месторождения Нязепетровского района Челябинской области.
Перед войной Николай Александрович сосредоточился на изучении уникального уральского минерала — волконскоита. Этот минерал находили лишь в нескольких точках земного шара. Его использовали благодаря специфической окраске для получения «вечной», не теряющей своего цвета, краски. В нём нуждались художники, покупали его, хотя он был очень дорогим. Так, в своё время Пикассо присылал заявку в Пермский горисполком.
В 1941 году, как результат этих научных изысканий, вышла в свет монография Н. А. Игнатьева (в соавторстве с Г. Г. Кобяком, В. В. Александровым) «Волконскоит Прикамья», которая, как и четыре более поздние публикации, вызвала большой интерес у специалистов в нашей стране и за рубежом. (недоступная ссылка)
1938—1941 — декан геолого-географического факультета Пермского университета.
С августа 1941 года по февраль 1946 года служил в артиллерийском подразделении 15-й армии 2-го Дальневосточного фронта в должности начальника отдела эвакуации, принимал участие в боевых действиях. Награждён орденом «Красной Звезды», медалями «За победу над Японией» и «За победу над Германией».
Вернувшись в университет в сентябре 1946 году и продолжая научную работу, Н. А. Игнатьев вновь занялся волконскоитом и другими уральскими минералами, руководил полевыми исследованиями (результаты которых были очень важны для народнохозяйственных строек в Пермской и других областях Урала), был редактором нескольких научных сборников «Геология и петрография Урала».
Н. А. Игнатьев зарекомендовал себя как хороший лектор:

Доцент Н. А. Игнатьев читал глубокие по содержанию и блестящие по форме лекции по петрографии, литологии, федоровскому методу, которые пользовались большой и заслуженной популярностью среди студентов. Он всегда раскрывает предмет с увлечённостью и эрудицией, при этом предельно просто и доходчиво.

1946—1951 — декан геолого-географического факультета Пермского университета.
С 1951 по декабрь 1961 годах — проректор по учебной работе Пермского университета. Будучи на этом посту, находил для университета квалифицированных специалистов, крупных учёных. Многие учёные возвращались тогда из лагерей после реабилитации 1953 года. C большими трудностями он устраивал их на работу, находил им жильё, и т. д. В это время в университете появились такие учёные как И. Г. Шапошников, О. Н. Бадер, Л. Е. Кертман, и др.
В 1963 году 60-летний юбилей Н. А. Игнатьева стал поводом для многочисленных поздравлений. Петрограф-магматист А. С. Остроумова тогда написала:

Я всегда буду помнить великолепные лекции Николая Павловича Герасимова по исторической геологии, Георгия Алексеевича Максимовича по общей геологии, Юрия Михайловича Абрамовича по полезным ископаемым и Владимира Константиновича Воскресенского по минералогии.
Но самая моя горячая любовь и благодарность принадлежит, конечно, кафедре петрографии. Особенно мне хочется сказать о моём первом учителе петрографии Николае Александровиче Игнатьеве. Каждый раз, когда я ставлю шлиф на федоровкий столик, я вспоминаю его. Мы, выпускники кафедры петрографии, обязаны Николаю Александровичу тем, что он научил нас точным методам оптических исследований — главному орудию в руках петрографа.

## Общественная деятельность
Неоднократно избирался членом Дзержинского райкома КПСС, депутатом Пермского горсовета (три созыва, с 1947 по 1956 годы) .
Был ответственным редактором многих сборников ученых записок Пермского университета.